# 圣马夏尔德日梅勒
圣马夏尔德日梅勒（法語：Saint-Martial-de-Gimel，法語發音：[sɛ̃ maʁsjal də ʒimɛl]，意为“日梅勒的圣马夏尔”）是法国科雷兹省的一个市镇，属于蒂勒区。

## 地理
圣马夏尔德日梅勒（45°16'1"N, 1°52'22"E）面积24.04 平方千米，位于法国新阿基坦大区科雷兹省，该省份为法国中南部省份，北起上维埃纳省和克勒兹省，西接多爾多涅省，南至洛特省，东临多姆山省和康塔爾省。
与圣马夏尔德日梅勒接壤的市镇（或旧市镇、城区）包括：沙纳克莱米讷、克莱古、埃斯帕尼亚克、埃兰、日梅勒莱卡斯卡德、圣普列斯特-德日梅勒、拉盖讷叙拉瓦卢兹。

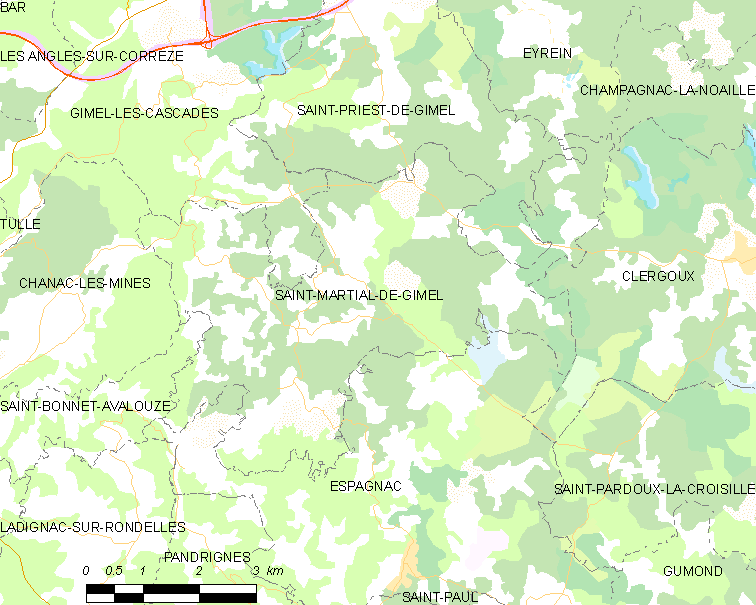
圣马夏尔德日梅勒的OSM定位图

圣马夏尔德日梅勒的时区为UTC+01:00、UTC+02:00（夏令时）。

## 行政
圣马夏尔德日梅勒的邮政编码为19150，INSEE市镇编码为19220。

## 政治
圣马夏尔德日梅勒所属的省级选区为圣福蒂纳德县。

## 人口

1962-2008年间圣马夏尔德日梅勒人口变化图示

圣马夏尔德日梅勒于2022年1月1日时的人口数量为485人。